# 雨森清定
雨森 清定（あめのもり きよさだ）は、戦国時代の武将。浅井氏の家臣。近江国伊香郡雨森の人。

## 人物
武名に高い海北綱親・赤尾清綱と合わせ、「海雨赤の三将」と並び称されたのは、一説にこの清定だという。天正元年（1573年）の小谷城の戦いで主家が滅んだ際、一門のうち72騎が戦死した。

## 雨森氏
雨森氏は北近江の戦国大名である京極氏、次いで浅井氏に仕えたという。江戸時代中期に対馬府中藩に仕えた儒学者雨森芳洲はその末裔。
清定の従弟にあたる雨森清良は、元亀元年（1570年）の姉川の戦いで討死。その弟清次が家督を継承し、浅井氏滅亡後は織田信長に降った阿閉貞征に属したが、天正10年（1582年）の山崎の戦いで阿閉氏が滅びた後は渡岸寺村に蟄居した。清次の子清広はその後松江藩に仕えた。
その他では雨森弥兵衛が知られる。天文4年（1535年）に多賀氏との戦いで海北善右衛門とともに戦死した武将の名に「雨弥」が見られる。その後も雨森弥兵衛は史料上に散見され、その弥兵衛は浅井久政の奏者であったようである。系図資料では広常―広商―高宗の3代が弥兵衛を称しており、赤尾氏・海北氏とともに賞されたのはこの高宗の事とされる。